# Liste des monuments historiques protégés en 1880
Cet article recense les monuments historiques français classés en 1880.

## Protections
| Édifice                                   | Commune           | Département    | Région              | Protection | Base Mérimée                         | Coordonnées                        | Image |
| ----------------------------------------- | ----------------- | -------------- | ------------------- | ---------- | ------------------------------------ | ---------------------------------- | ----- |
| Église Notre-Dame                         | Urcel             | Aisne          | Hauts-de-France     | classé     | « PA00115961 », notice no PA00115961 | 49° 29′ 39″ nord, 3° 33′ 26″ est   |       |
| Abbaye Saint-Étienne                      | Bassac            | Charente       | Nouvelle-Aquitaine  | classé     | « PA00104242 », notice no PA00104242 | 45° 39′ 54″ nord, 0° 05′ 57″ ouest |       |
| Église Saint-Pierre-de-Rhèdes             | Lamalou-les-Bains | Hérault        | Occitanie           | classé     | « PA00103467 », notice no PA00103467 | 43° 35′ 47″ nord, 3° 05′ 04″ est   |       |
| Musée Hôtel Morin (Ancien hôtel de ville) | Amboise           | Indre-et-Loire | Centre-Val de Loire | classé     | « PA00097516 », notice no PA00097516 | 47° 23′ 30″ nord, 1° 00′ 01″ est   |       |